# دوغلاس إلينغتون
دوغلاس إلينغتون (بالإنجليزية: Douglas Ellington)‏ هو مهندس معماري أمريكي، ولد في 26 يونيو 1886 في كلايتون في الولايات المتحدة، وتوفي في 27 أغسطس 1960 في آشفيل في الولايات المتحدة.

## معرض صور

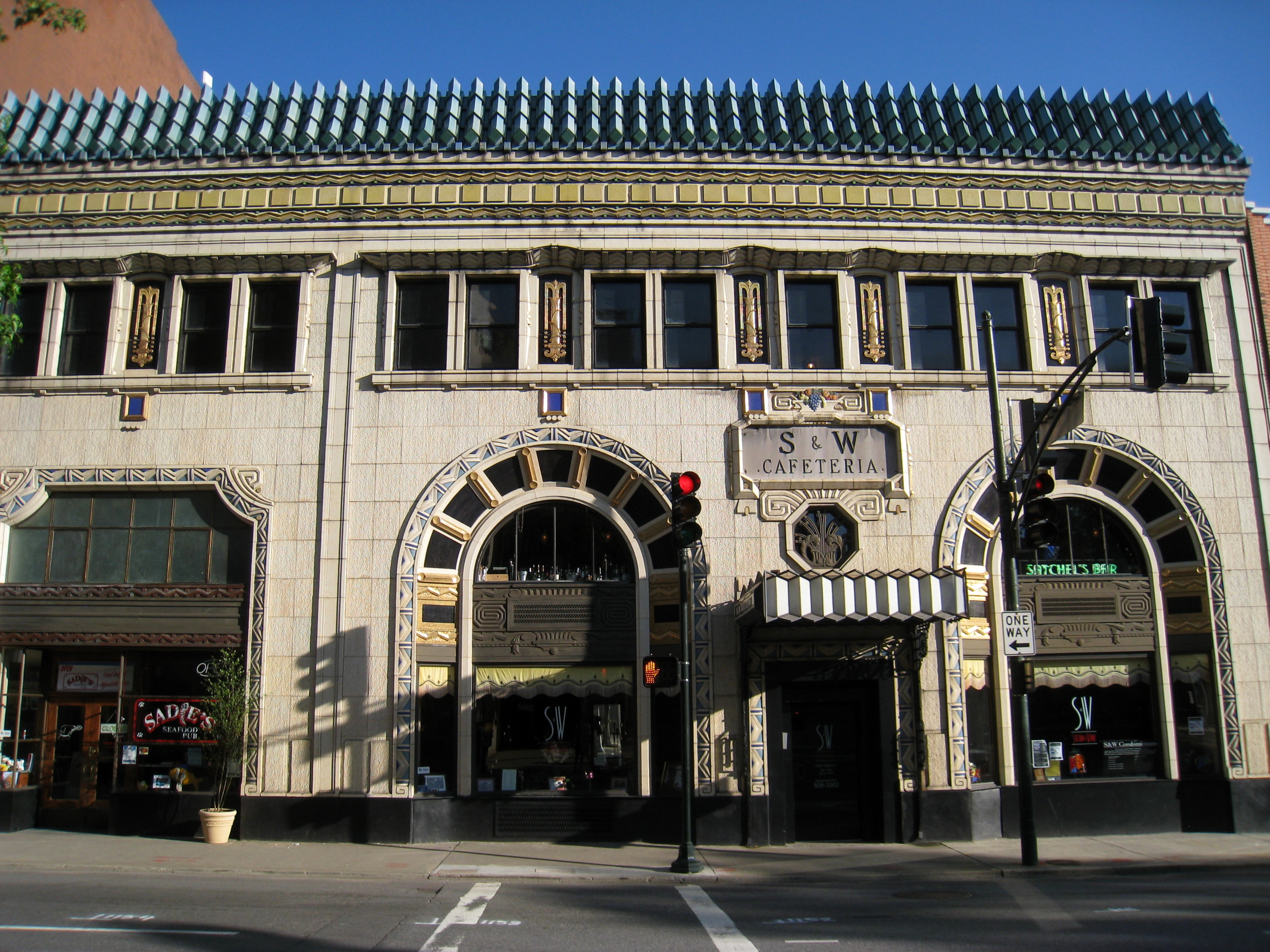
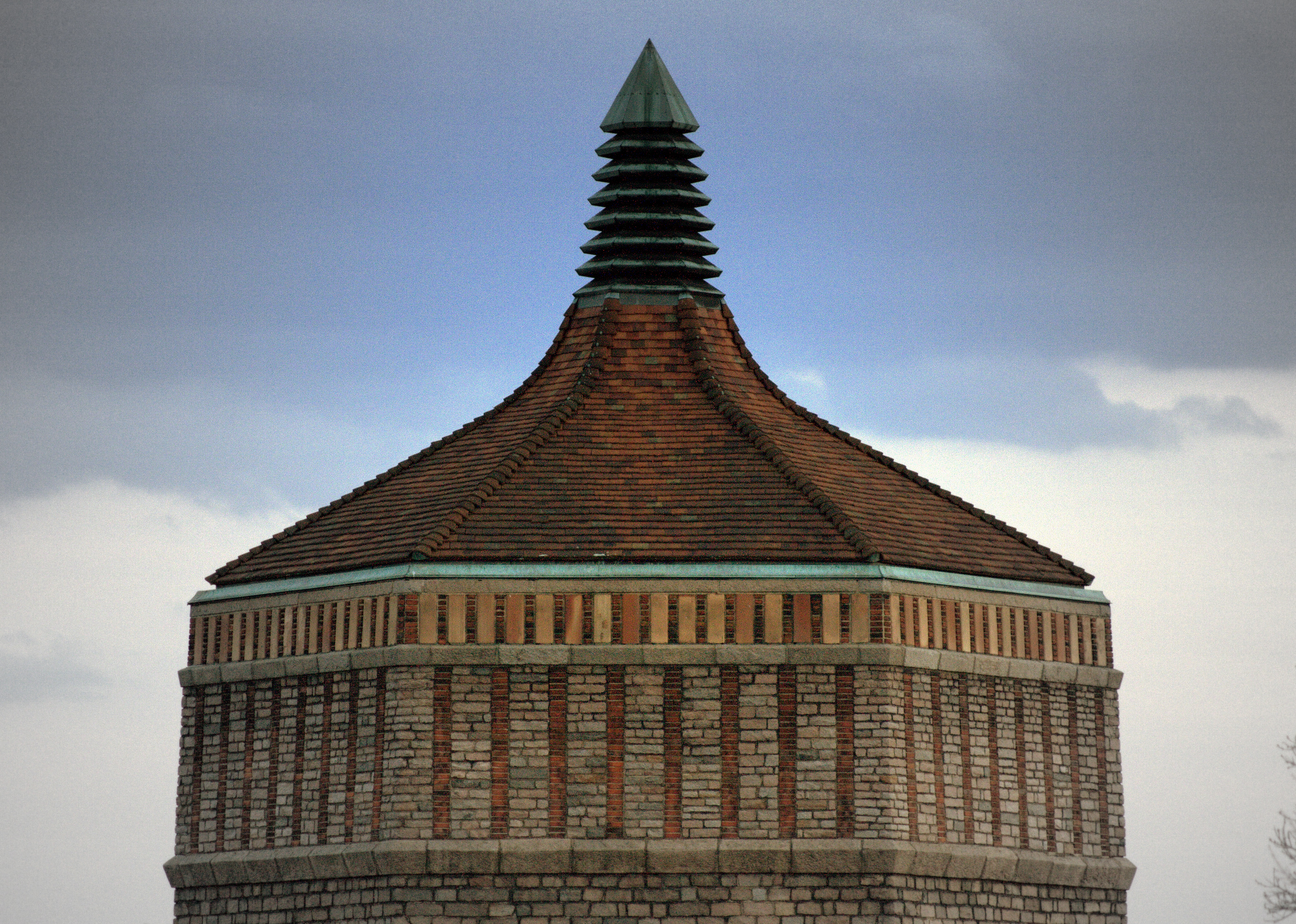
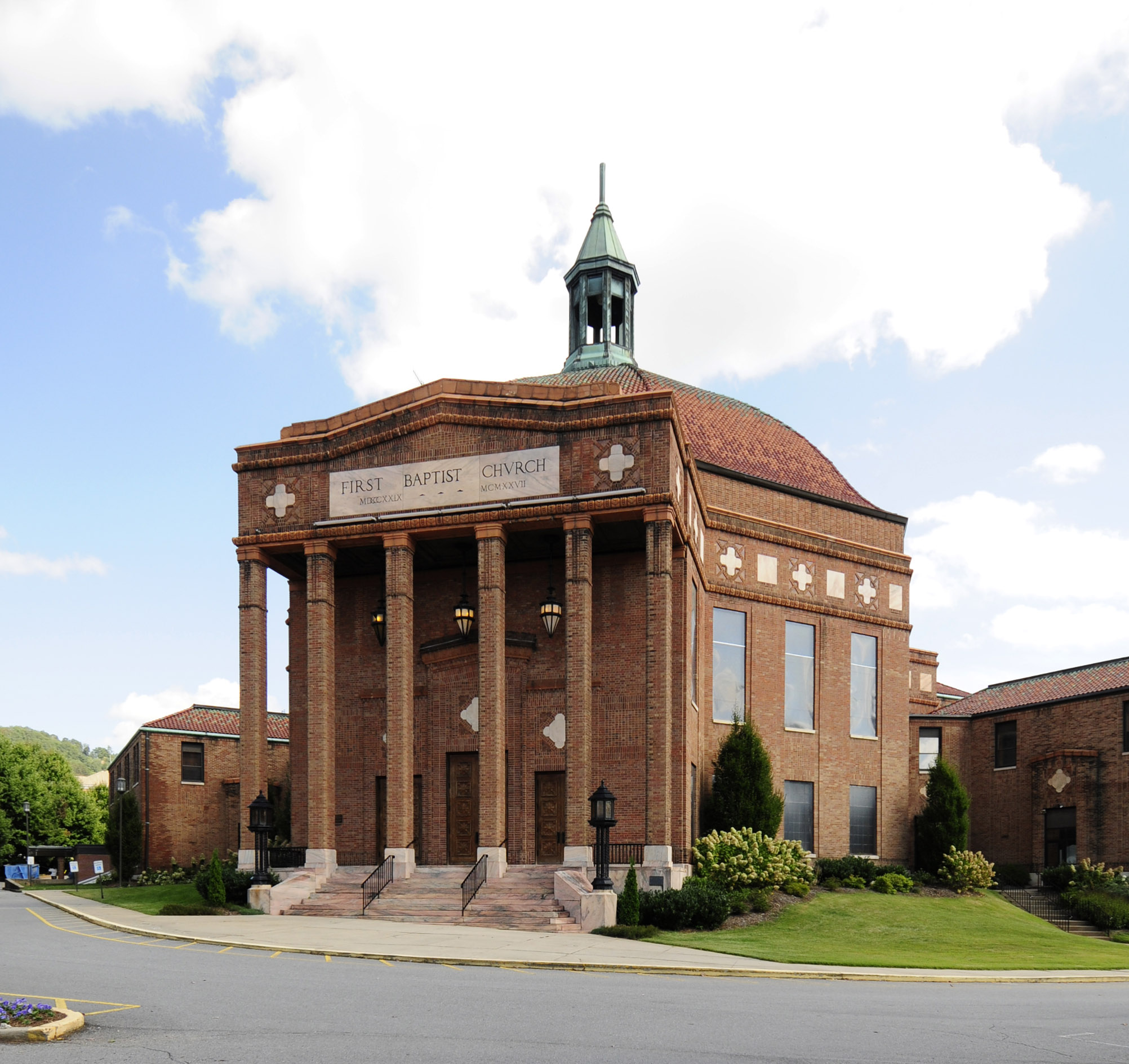